# Parc national des Hautes-Terres-du-Cap-Breton
Le parc national des Hautes-Terres-du-Cap-Breton (anglais : Cape Breton Highlands National Park) est un parc national canadien situé dans le Nord de l'île du Cap-Breton en Nouvelle-Écosse.

## Toponymie
Le nom du parc national des Hautes-Terres-du-Cap-Breton, en particulier son toponyme anglais, Cape Breton Highlands, se veut une commémoration des communautés acadiennes et écossaises qui encerclent le parc. Ce nom a été suggéré par le premier superintendant du parc, James Smart, qui cherchait à promouvoir la culture d'origine française face aux pressions de la province et d'autres fonctionnaires qui voulaient surtout promouvoir le paysage qui rappelait selon eux les Highlands.

## Géographie
Situé dans l'Est de la province de Nouvelle-Écosse, le parc s'étend sur les territoires des comtés d'Inverness et de Victoria. Les métropoles les plus proches sont Sydney à 140 km au sud-est, Halifax à 450 km au sud-ouest et Moncton à 500 km à l'ouest. Le parc est accessible grâce à la piste Cabot. Il a une superficie de 950 km2 et occupe 20 % de l'île du Cap-Breton. Il s'agit de la 3e aire protégée de la province pour sa superficie après la zone de protection marine du Gully (2 358 km2) et l'aire sauvage Tobeatic (1 037 km2).
Le parc national partage ses limites avec l'aire sauvage de Polletts Cove-Aspy Fault (Polletts Cove-Aspy Fault Wilderness Area) qui est situé au nord de celui-ci. Il a été reconnu comme zone importante pour la conservation des oiseaux dû à la présence de grive de Bicknell.

### Relief

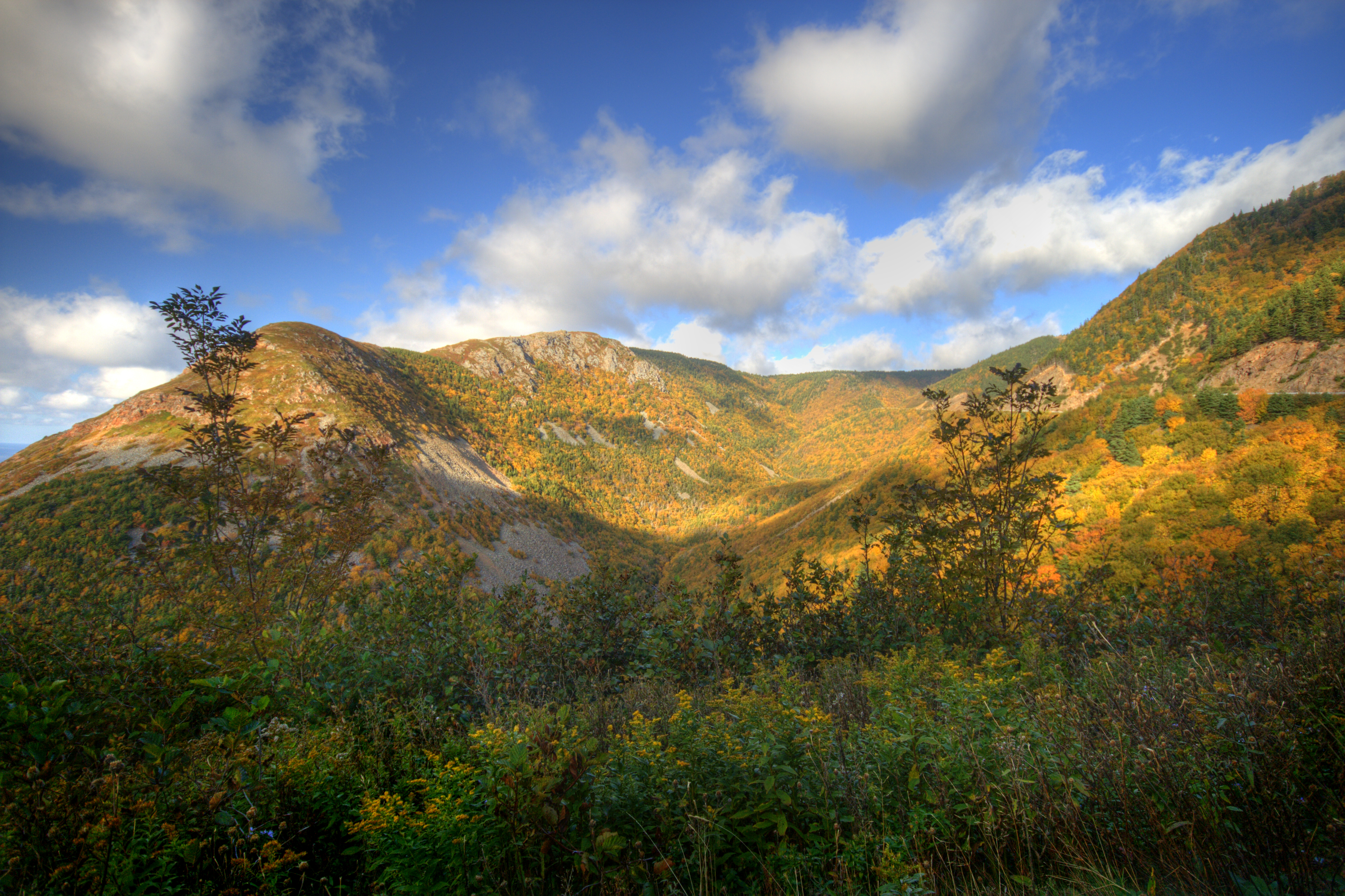
Les pentes du plateau

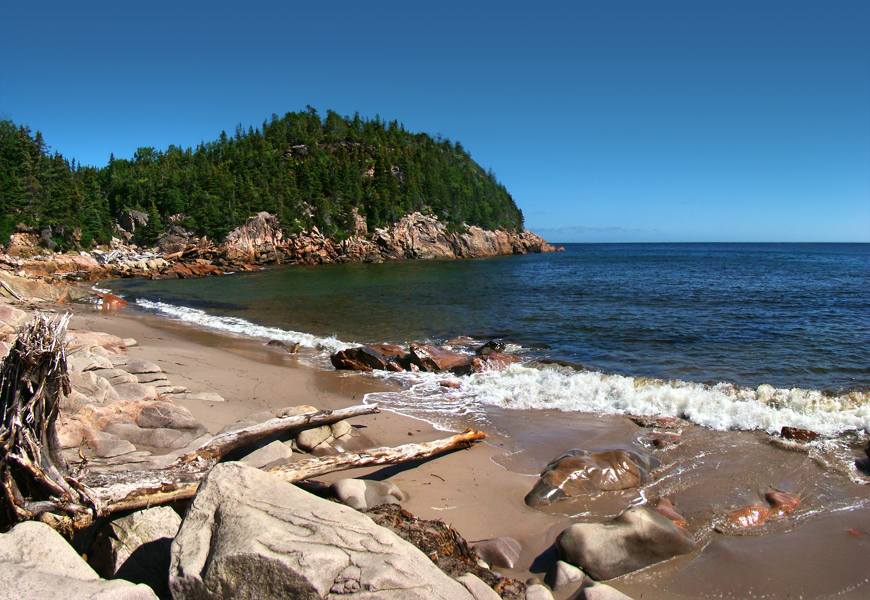
Plage de Black Brook

Le plateau du Cap-Breton domine le nord de l'île et occupe 70 % de la superficie du parc. Ce plateau fait partie des Appalaches et son altitude moyenne est de 350 mètres bien que certains sommets fassent plus de 500 mètres de haut. La colline White, le plus haut sommet de la province[réf. nécessaire], est d'ailleurs située dans le parc. La côte ouest du parc comporte des falaises abruptes alors que la côte est est composée d'une plaine bordée par des falaises basses et des plages sablonneuses.

### Climat
La situation du parc entre le golfe du Saint-Laurent et l'océan Atlantique influence le climat en causant des changements rapides de température, des redoux en hiver, du brouillard et un enneigement abondant de l'ordre de 300 à 400 centimètres par hiver. De plus, les tempêtes tropicales sont fréquentes à l'automne. L'altitude du plateau crée un climat unique en Nouvelle-Écosse causant une saison de croissance plus courte, des écarts de températures extrêmes et des précipitations plus fortes. La neige peut être présente jusqu'en juin en altitude. Le vent dominant vient de l'ouest pendant presque toute l'année, sauf pendant 4 à 6 semaines au printemps où il souffle de l'est. Lorsque le vent du sud-est, ou Suête, souffle sur le plateau, il prend de la vitesse et s'abat sur la côte ouest. Le Suête peut donner des rafales de vent allant jusqu'à 200 kilomètres à l'heure, mais ce phénomène est plutôt rare.

### Hydrographie
Le parc compte 16 bassins hydrographiques. La plupart prennent leur source dans les tourbières du plateau et se déversent ensuite soit dans l'océan Atlantique, soit dans le golfe du Saint-Laurent.

## Géologie

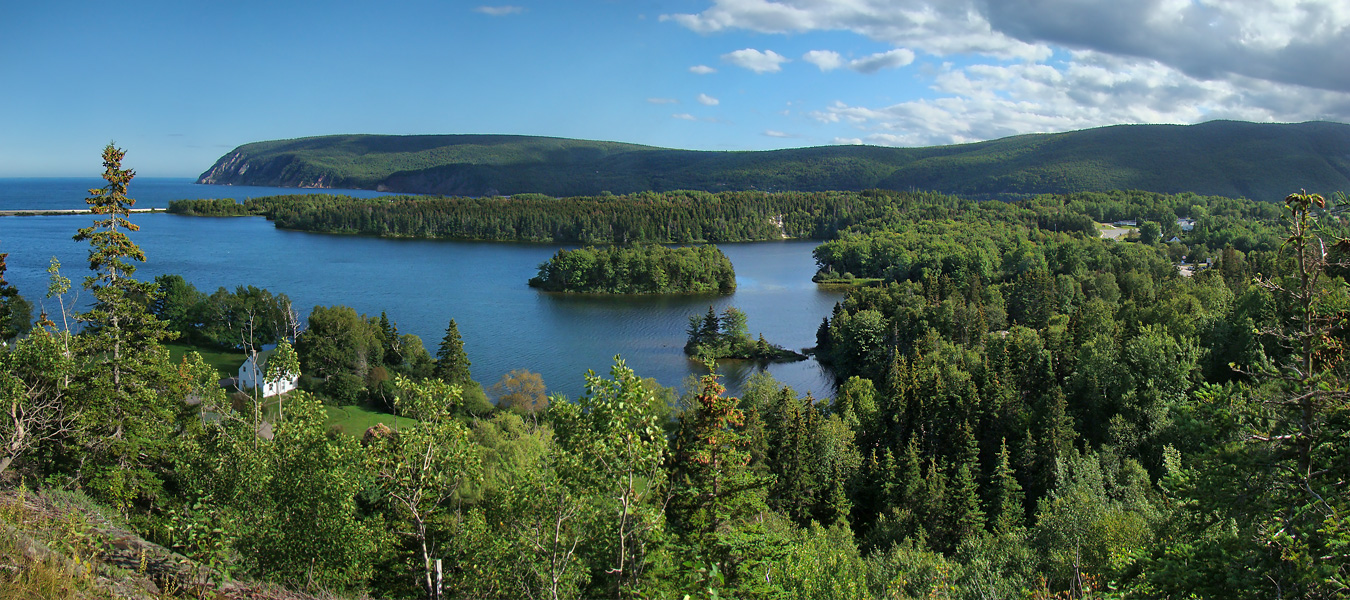
Panorama depuis le belvédère du lac Freshwater

Les plus vieilles roches du parc sont situées dans le nord-ouest de celui-ci sur le mont North près de Pleasant Bay. Elles font partie de la boutonnière de Blair River qui est probablement une section isolée du Bouclier canadien. Elles sont composées de gneiss, de marbre et d'amphibolite et elles sont vieilles de 1,5 à un milliard d'années,.
Il y a 750 millions d'années, le supercontinent Rodinia se fractionna en plusieurs morceaux. Au large de Gondwana deux terranes se formèrent, soit celui d'Avalon à partir d'un arc volcanique et qui n'est pas présent dans le parc et celui de Bras d'Or à partir de roches sédimentaires et ignées. Ceux-ci furent ensuite repoussés vers le nord pour entrer en collision avec la Laurentia et la Baltica il y a environ 360 millions d'années pour former la Laurussia. Gondwana entra en collision avec cette dernière il y a 340 millions d'années. Ce dernier épisode paracheva la formation des Appalaches et créa un bassin sédimentaire au nord du parc. Ce bassin subit entre 340 et 325 millions d'années plusieurs transgressions et régressions marines déposant dans le bassin du gypse, du grès rouge, du conglomérat et du schiste. La Pangée se fractionna il y a 250 millions d'années, exposant la côte de l'île du Cap-Breton à la mer.
Durant les deux derniers millions d'années, la région subit plusieurs glaciations. Celles-ci creusèrent d'importantes vallées en « U » et laissèrent à certains endroits d'importants dépôts de till. Les glaciers se retirèrent finalement il y a 10 000 ans.

## Milieu naturel
Selon la commission de coopération environnementale, le parc est situé dans l'écorégion de niveau III des Appalaches du Nord et des Hautes terres maritimes de l'Atlantique des forêts septentrionales,. Le parc est à cheval sur deux écorégions du cadre écologique du Canada. La première est le plateau du Cap-Breton, qui comprend le plateau principal du parc caractérisé par un plateau relativement plat comprenant des forêts rabougries de conifères et des landes à kalmia dans les parties exposées au vent et une forêt de sapins baumiers, d'épinettes blanches et de bouleaux à papier dans les sections abritées. La seconde écorégion sont les hautes-terres de la Nouvelle-Écosse qui comprennent plutôt les côtes qui sont caractérisées par une forêt mixte d'érables à sucre, d'érables rouges, de bouleaux jaunes, d'épinettes rouges, d'épinettes blanches et de sapins baumiers. Elles sont toutes deux situées dans l'écozone Maritime de l'Atlantique. Le Fonds mondial pour la nature classe quant à lui le parc dans les Forêts de l'Est du Canada.

### Faune

#### Mammifères
Le parc abrite une quarantaine d'espèces de mammifères, soit 25 % de moins que le reste de la province. Les principales espèces de la forêt acadienne sont le renard roux (Vulpes vulpes), l'ours noir (Ursus americanus), le lynx du Canada, (Lynx canadensis), le cerf de Virginie (Odocoileus virginianus), la souris-sauteuse des bois (Napaeozapus insignis), la souris-sauteuse des champs (Zapus hudsonicus) et la musaraigne cendrée (Sorex cinereus). Les mammifères représentatifs de la forêt boréale sont le lièvre d'Amérique (Lepus americana), l'écureuil roux (Tamiasciurus hudsonicus), le campagnol à dos roux de Gapper (Myodes gapperi), le lynx du Canada (Lynx canadensis), la martre d'Amérique (Martes americana) et l'orignal (Alces alces), ce dernier étant par contre visible dans tout le parc. Quelques espèces comme le raton laveur (Procyon lotor), le coyote (Canis latrans) et le lynx roux (Lynx rufus) ont profité de la construction de la chaussée de Canso en 1956 pour venir s'établir sur l'île. Le cerf de Virginie (Odocoileus virginianus) fut introduit au Cap-Breton au début du XXe siècle. Quelques espèces comme le campagnol des rochers (Microtus chrotorrhinus) et la musaraigne de Gaspé (Sorex gaspensis) sont aussi isolées du reste de leur population.
Les mammifères marins les plus souvent observés dans les eaux limitrophes du parc sont le globicéphale noir (Globicephala melaena), le petit rorqual (Balaenoptera acutorostrata), le dauphin à flancs blancs (Lagenorhyncus acutus) et le phoque commun (Phoca vitulina). Il est aussi visité en quelques rares occasions par le rorqual à bosse (Megaptera novaeangliae), le marsouin commun (Phocoena phocoena), le rorqual commun (Balaenoptera physalus) et le phoque du Groenland (Pagophilus groenlandicus), en voie de disparition baleine noire de l'Atlantique Nord (Eubalaena glacialis) montrant des augmentations dramatcal depuis 2014 (35 à 40 baleines furent découverts autour du Cap-Breton et de l'Île -du-Prince -Édouard en 2015), (jusqu'en 1994 , les baleines ont été pensés pour être rares visiteurs , mais les concentrations ont été découverts au large de Percé en 1995, augmentation progressive entre régions entières du Saint-Laurent puisqu'en 1998).

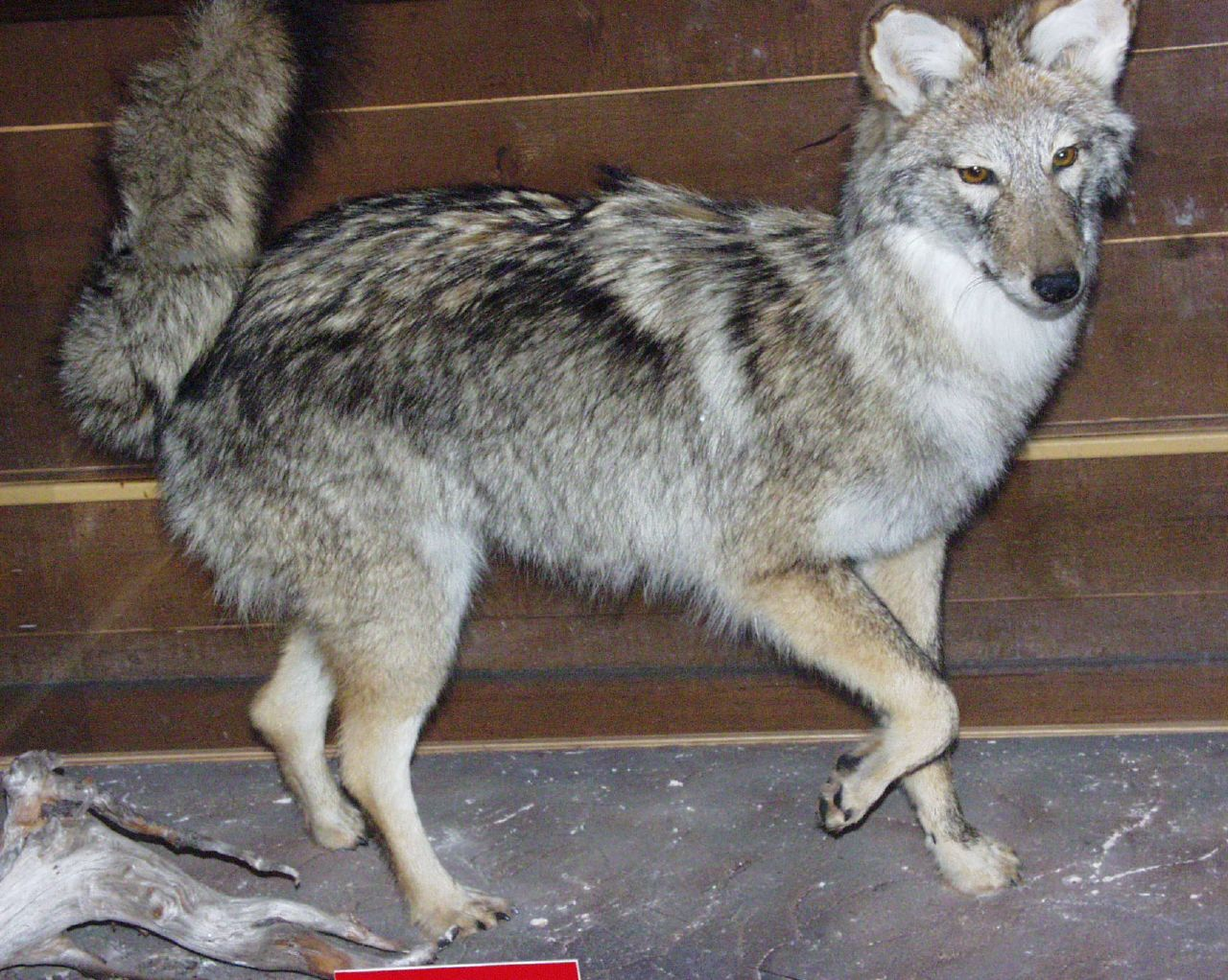
Coyote empaillé (accueil)
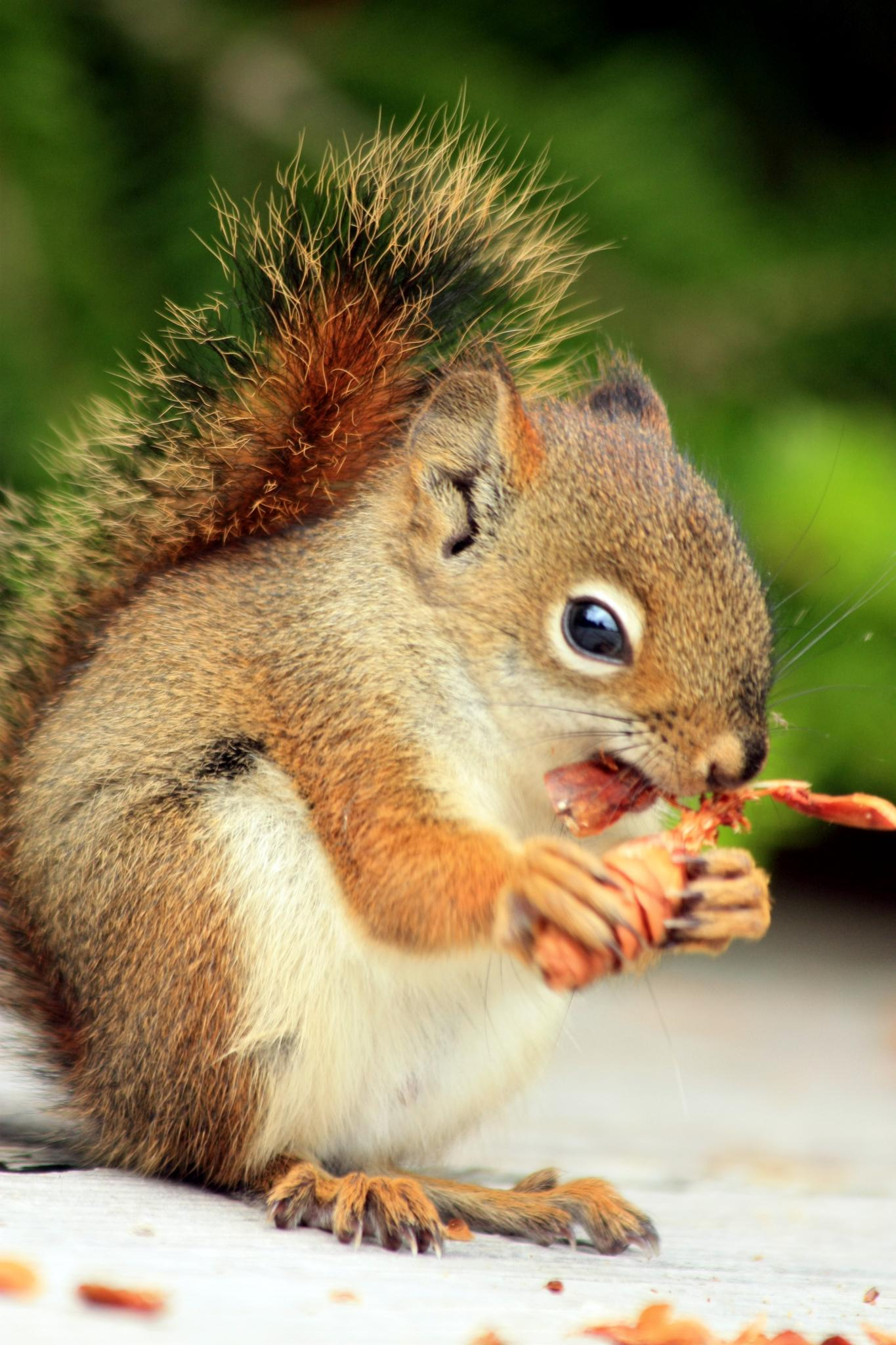
Écureuil roux
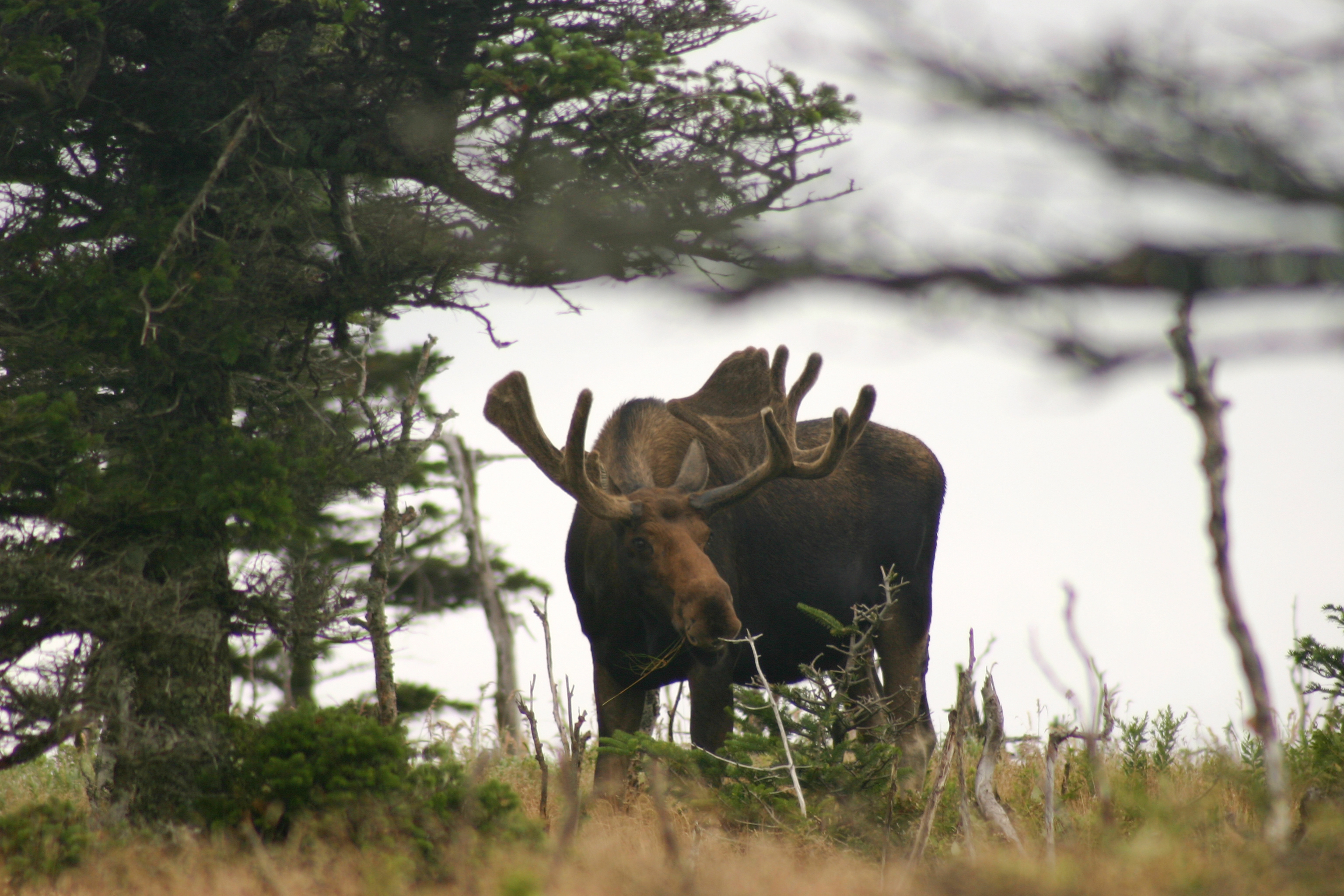
Orignal
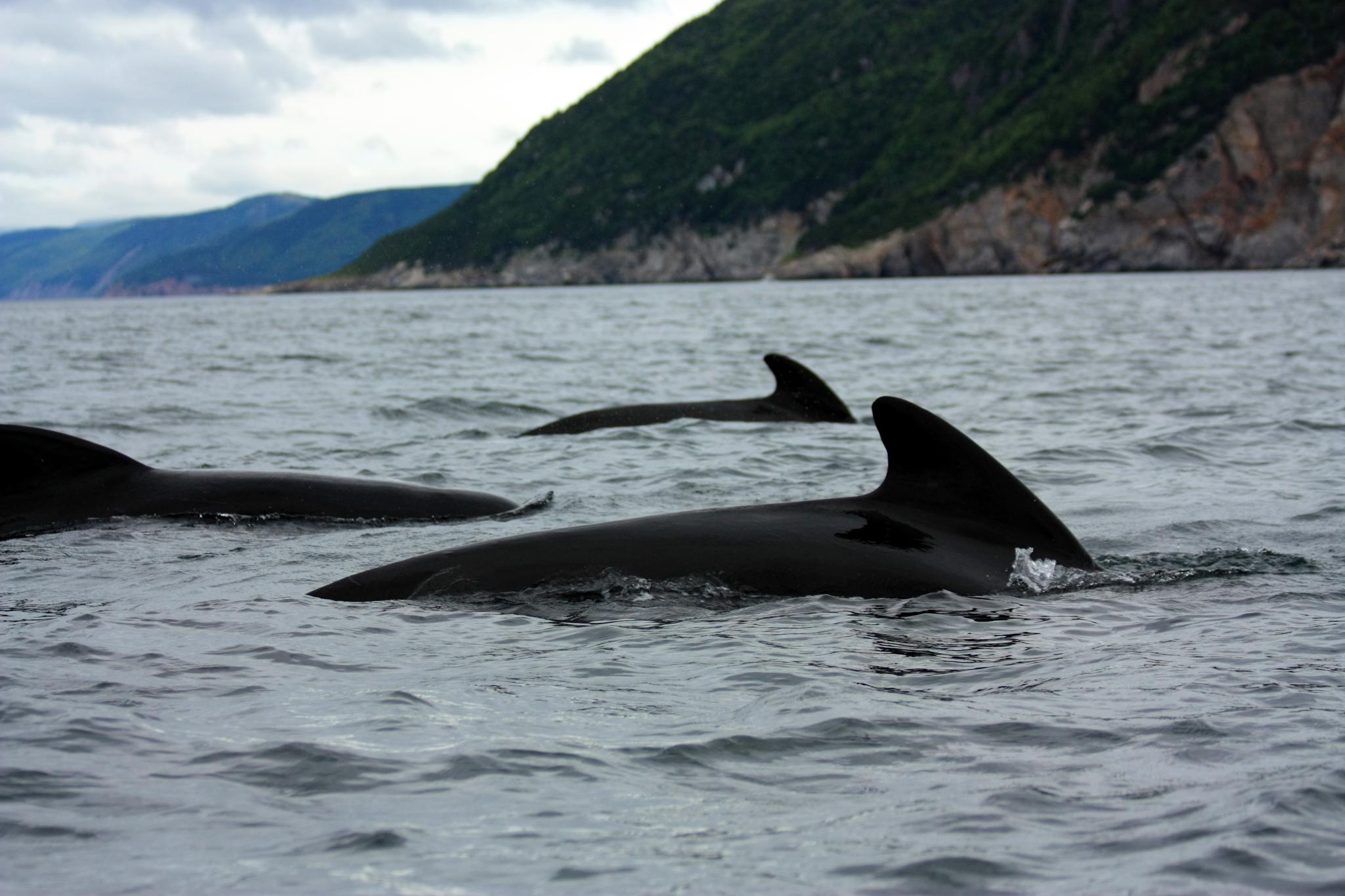
Groupe de Globicéphales noirs

#### Oiseaux
Il y a plus de 200 espèces d'oiseaux dans le parc, dont environ la moitié s'y reproduisent. Le rivage est un lieu de nidification des oiseaux suivants, durant l'été: le goéland hudsonien (Larus smithsonianus), le goéland marin (Larus marinus), le guillemot à miroir (Cepphus grylle), le grand cormoran (Phalacrocorax carbo) et le cormoran à aigrettes (Phalacrocorax auritus). D'autres oiseaux passent l'hiver sur le rivage, dont l'eider à duvet (Somateria mollissima), le garrot à œil d'or (Bucephala clangula), les macreuses (Melanitta sp.), le harle huppé (Mergus serrator) et le guillemot marmette (Uria aalge). Le Cap-Breton n'est pas situé sur les grandes routes migratoires, mais certains oiseaux comme le chevalier grivelé (Actitis macularius) et plongeon huard (Gavia immer) font un arrêt au parc. Les espèces représentatives de la forêt acadienne sont le viréo aux yeux rouges (Vireo olivaceus), le merle d'Amérique (Turdus migratorius), la grive à dos olive (Catharus ustulatus), le geai bleu (Cyanocitta cristata), la moucherolle tchébec (Empidonax minimus), la mésange à tête noire (Poecile atricapillus), le roselin pourpré (Carpodacus purpureus), le cardinal à poitrine rose (Pheucticus ludovicianus), le bruant à gorge blanche (Zonotrichia albicollis), la paruline couronnée (Seiurus aurocapilla), la paruline flamboyante (Paruline flamboyante) et la paruline des ruisseaux (Parkesia noveboracensis). Les espèces les plus communes de la forêt boréale sont la grive solitaire (Catharus guttatus), le roitelet à couronne rubis (Regulus calendula), la mésange à tête brune (Poecile hudsonica), le viréo à tête bleue (Vireo solitarius), le mésangeai du Canada (Perisoreus canadensis), le pic à dos noir (Picoides arcticus), la paruline rayée (Dendroica striata), la paruline à tête cendrée (Dendroica magnolia), le tétras du Canada (Falcipennis canadensis) et le grand Corbeau (Corvus corax). La taïga est fréquentée par la grive de Bicknell (Catharus bicknelli) et le grand Chevalier (Tringa melanoleuca). Les oiseaux de proie sont représentés par le pygargue à tête blanche (Haliaeetus leucocephalus), la buse à queue rousse (Buteo jamaicensis), l'épervier brun (Accipiter striatus), le busard Saint-Martin (Circus cyaneus), la chouette rayée (Strix varia) et le grand-duc d'Amérique (Bubo virginianus).
Parmi les espèces introduites se trouve l'étourneau sansonnet (Sturnus vulgaris) et le moineau domestique (Passer domesticus). Les espèces en péril qui fréquentent le parc sont la grive de Bicknell, l'hirondelle rustique (Hirundo rustica), le martinet ramoneur (Chaetura pelagica), la moucherolle à côtés olive (Contopus cooperi), la paruline du Canada (Wilsonia canadensis), le hibou des marais (Asio flammeus) et le quiscale rouilleux (Euphagus carolinus).

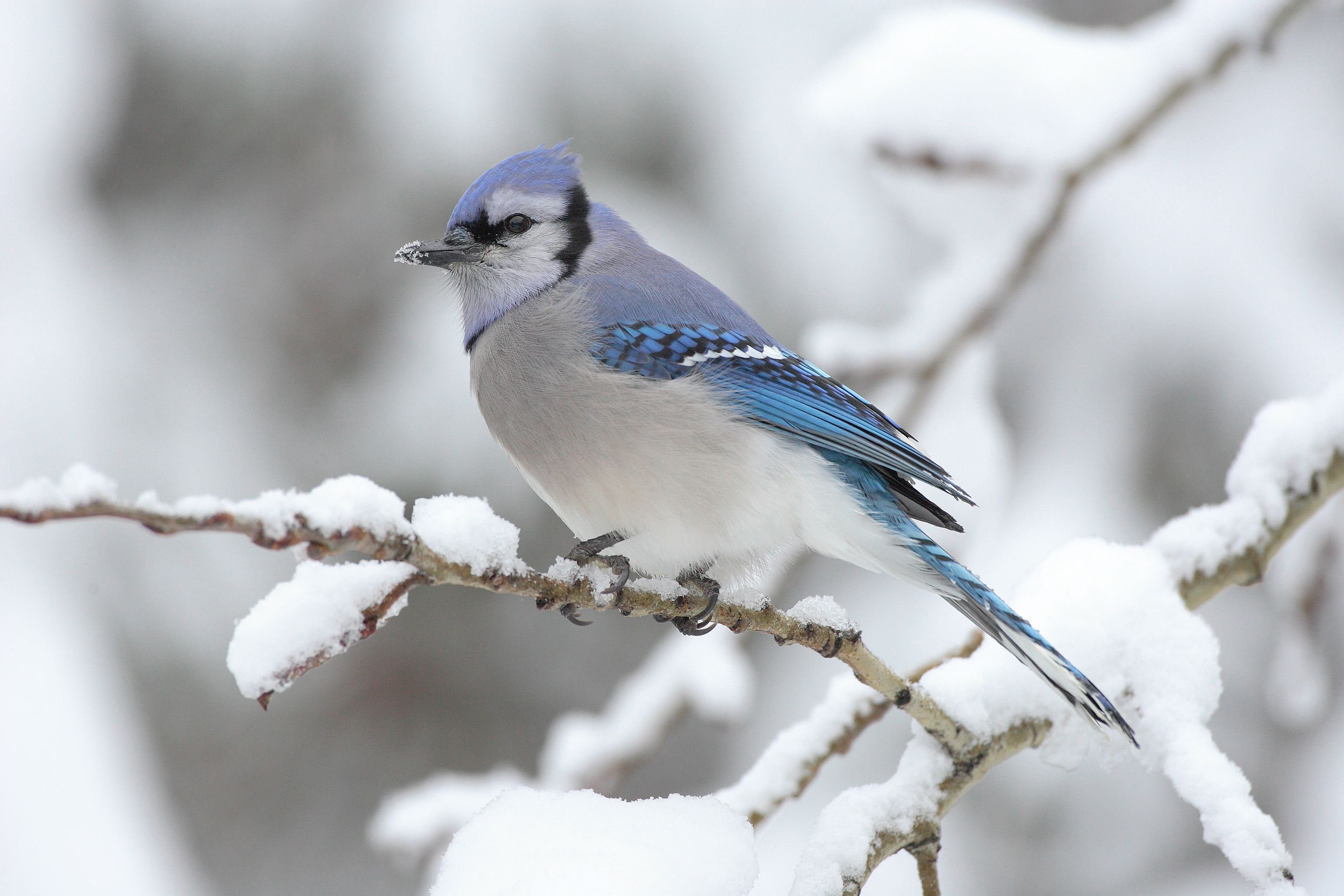
Geai bleu
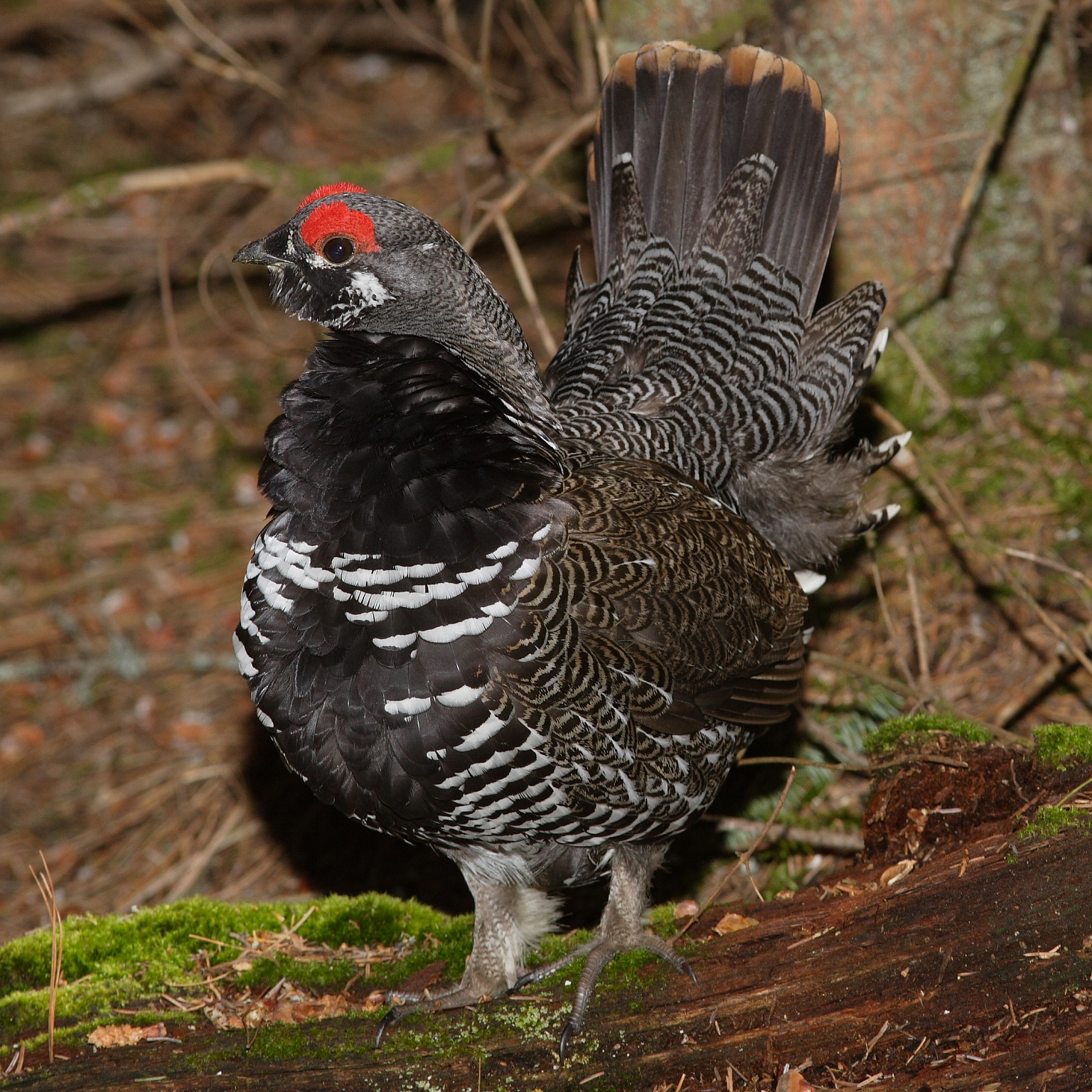
Tétras du Canada
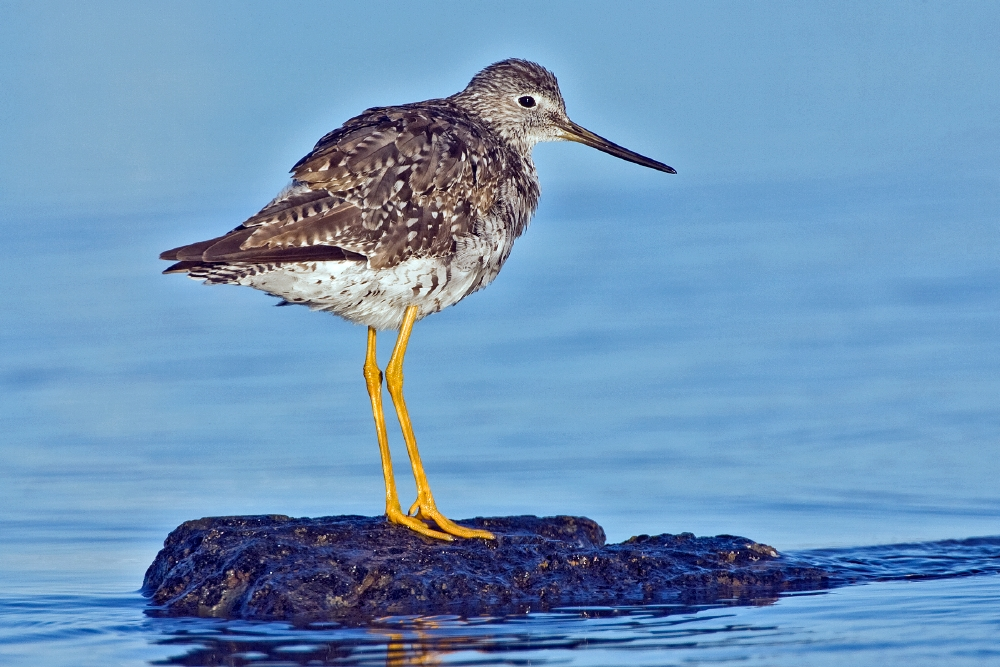
Grand chevalier
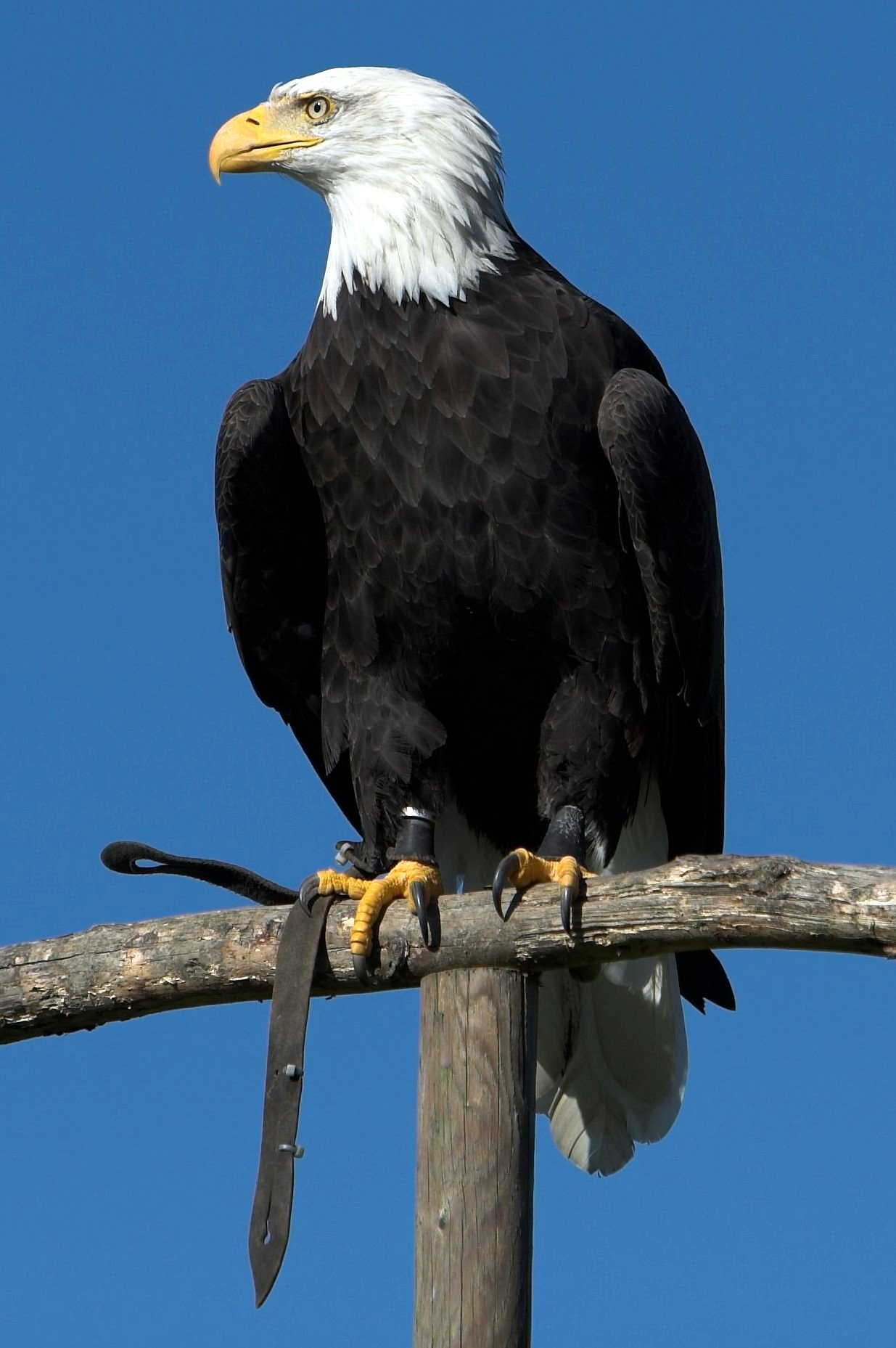
Pygargue à tête blanche

#### Amphibiens et reptiles
Les amphibiens les plus fréquents sont la salamandre cendrée (Plethodon cinereus), la salamandre maculée (Ambystoma maculatum), la grenouille des bois (Rana sylvatica), la rainette crucifère (Hyla crucifer) et le crapaud d'Amérique (Bufo americanus) alors que le triton vert (Notophthalmus viridescens), la grenouille léopard (Rana pipiens), la grenouille verte (Rana esculenta), la grenouille du Nord (Rana septentrionalis) et la grenouille des marais (Rana palustris) se trouvent dans les étangs et les lacs. La grenouille verte serait l'espèce d'amphibien la plus fréquente. Il y a quatre espèces de serpents non venimeuses, soit la couleuvre rayée (Thamnophis sirtalis), la plus fréquente, mais aussi la couleuvre à ventre rouge (Storeria occipitomaculata), la couleuvre à collier (Diadophis punctatus edwardsi) et la couleuvre verte (Opheodrys vernalis). La tortue des bois (Glyptemys insculpta) a été observée près du parc et la tortue luth (Dermochelys coriacea), en voie de disparition, fréquente parfois les rives.

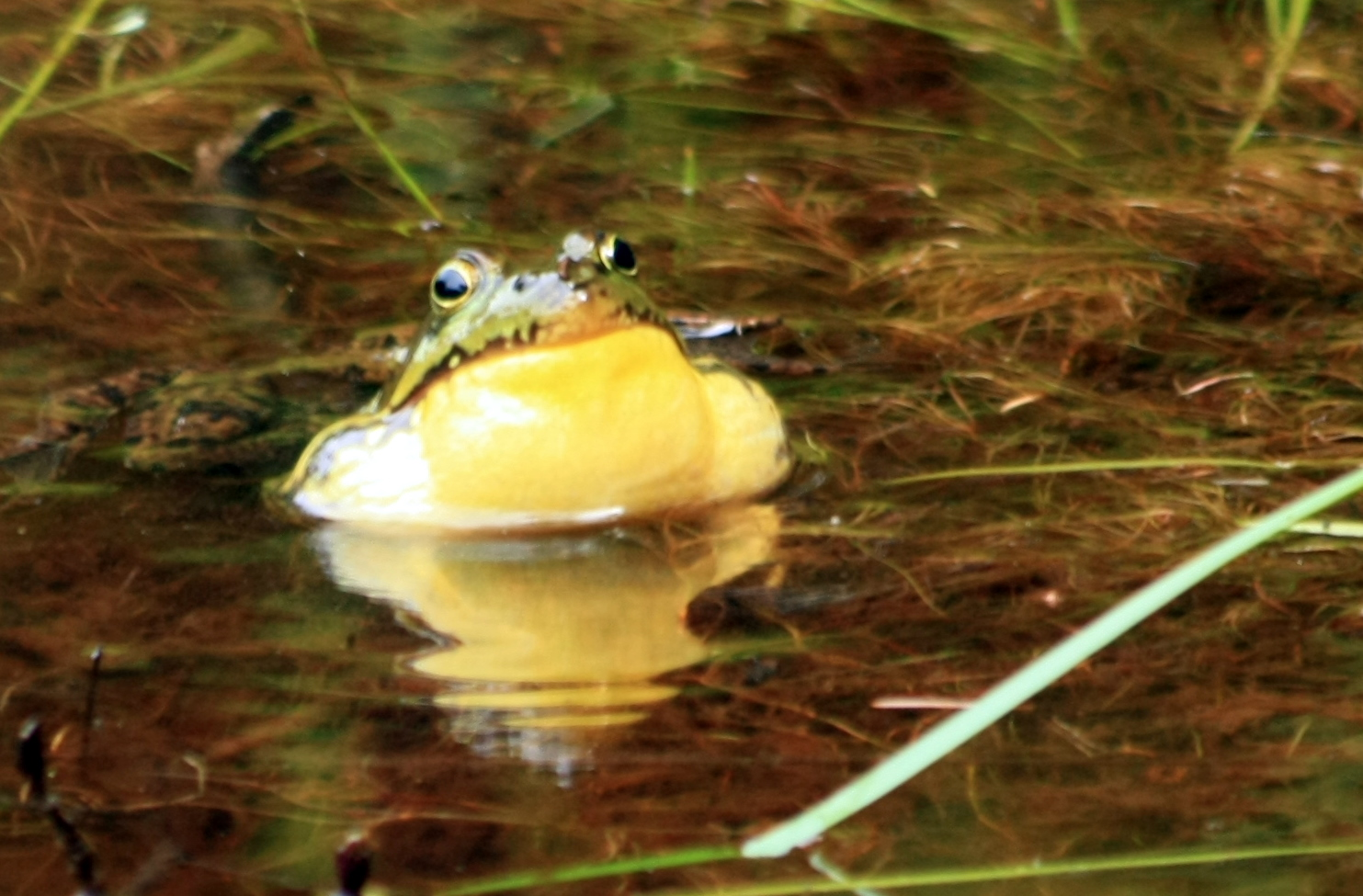
Grenouille verte
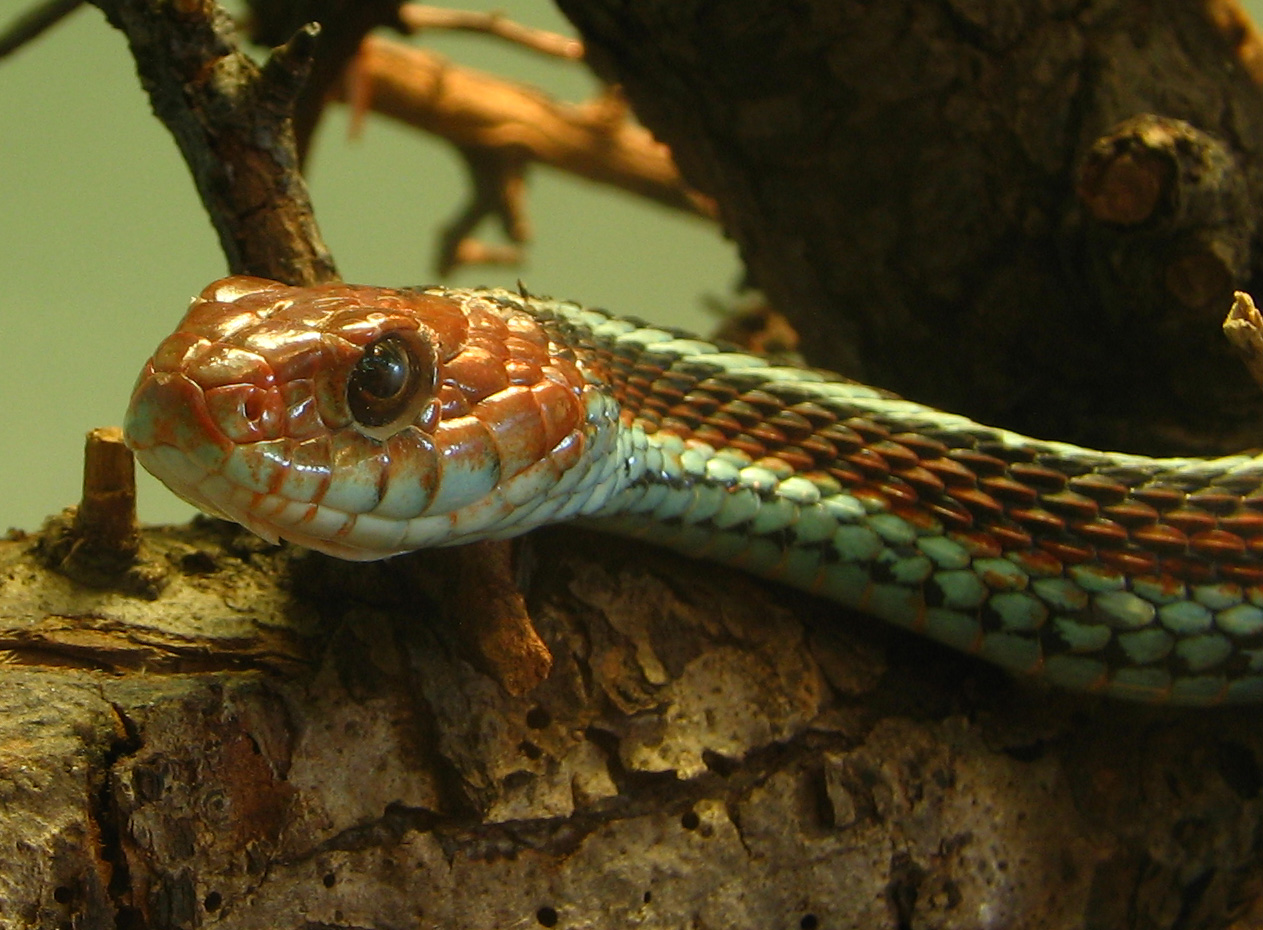
Couleuvre rayée
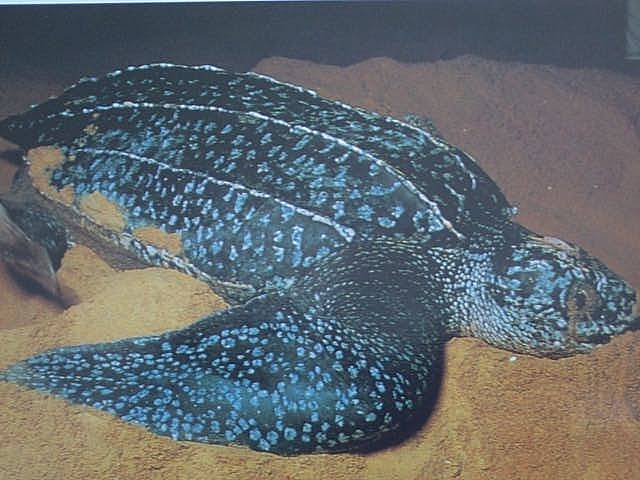
Tortue luth

#### Poissons
Les dix espèces poissons que l'on retrouve dans les eaux douces et saumâtres du parc, soit moins du tiers de ce qu'on le retrouve dans le reste de la province. Les lacs sont fréquentés par l'omble de fontaine (Salvelinus fontinalis) et les principales rivières par le saumon atlantique (Salmo salar). Les eaux saumâtres sont visitées par l'éperlan arc-en-ciel (Osmerus mordax), l'anguille d'Amérique (Anguilla rostrata), le gaspareau (Alosa pseudoharengus), le fondule barré (Fundulus diaphanus), l'épinoche à trois épines (Gasterosteus aculeatus), l'épinoche à quatre épines (Apeltes quadracus), l'épinoche à neuf épines (Pungitius pungitius) et le baret (Morone americana). On y retrouve aussi dans les eaux douces deux espèces introduites, soit la truite arc-en-ciel (Oncorhynchus mykiss) et la truite brune (Salmo trutta). On y retrouve qu'une espèce en péril, soit l'anguille d'Amérique.
Les eaux marines entourant le parc sont peuplées de morue franche (Gadus morhua), d'aiglefin (Melanogrammus aeglefinus), de flétan atlantique (Hippoglossus hippoglossus), de hareng atlantique (Clupea harengus) et le maquereau bleu (Scomber scombrus). On y rencontre aussi quelques requins tels l'aiguillat commun (Squalus acanthias), le requin bleu (Prionace glauca), le requin pèlerin (Cetorhinus maximus) et le maraîche (Lamna nasus).

#### Invertébrés
À ce jour[Quand ?], plus de 4 000 espèces d'insectes et d'araignées terrestres et dulcicoles ont été recensées dans le parc. Les cours d'eau et les étangs sont fréquentés par les perles et les trichoptères. Il y a dans le parc 40 espèces de demoiselles et de libellules. Parmi les libellules, on retrouve cinq espèces de cordulie, dont la cordulie de Robert (Somatochlora brevicincta) et la cordulie incurvée (Somatochlora incurvata). On y a aussi vu la pantale flavescente (Pantala flavescens), une espèce migratrice. Parmi les demoiselles, on peut y observer le caloptéryx bistré (Calopteryx maculata) et six espèces d'agrions.

### Flore

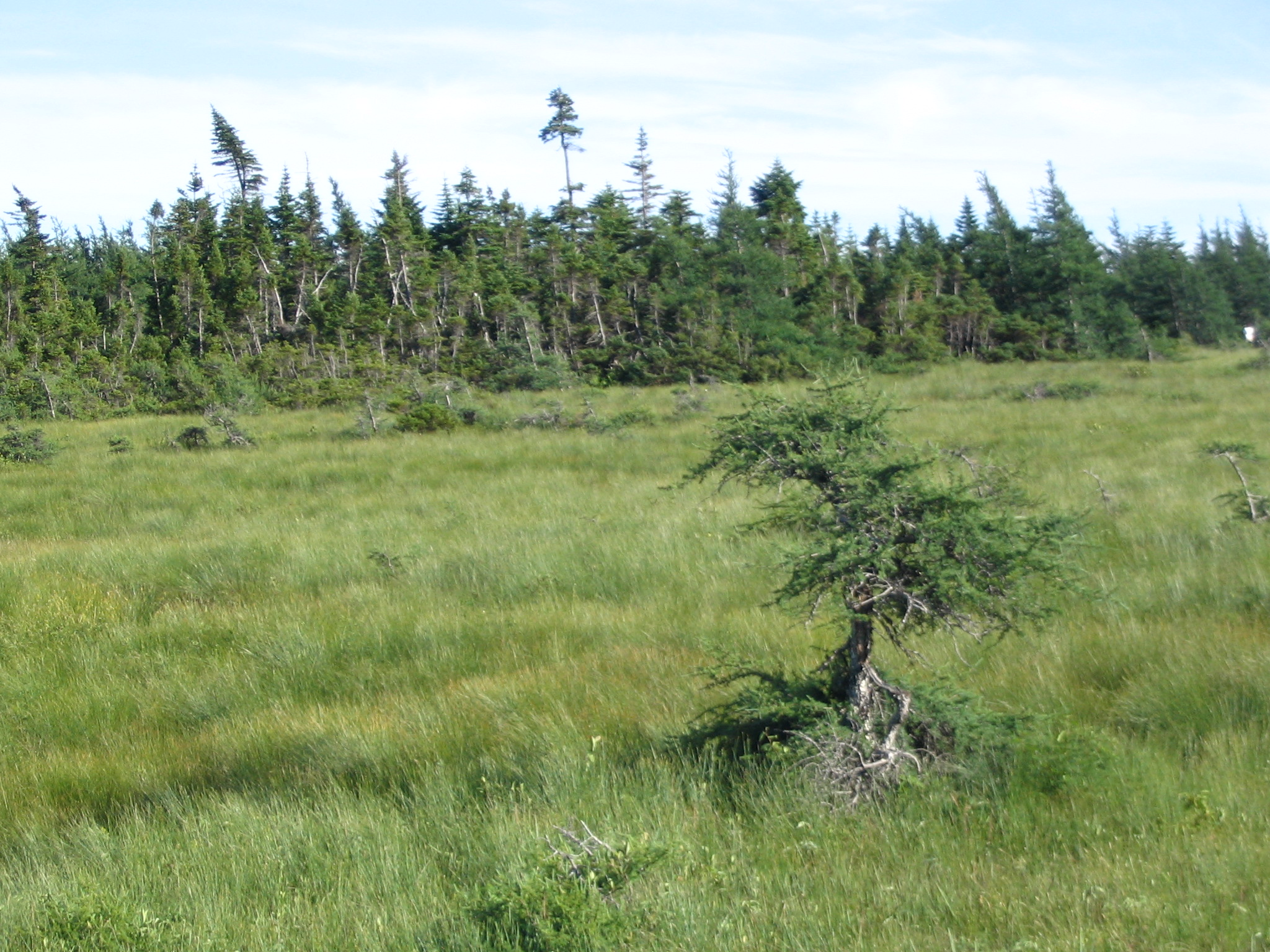
Une tourbière dans le parc

Dans le territoire du parc se trouvent trois forêts différentes, soit la forêt acadienne au pied du plateau et sur les pentes, la forêt boréale sur le plateau et la taïga dans les secteurs les plus élevés.
Le parc comprend seulement 10 % de la forêt acadienne de l'île, un milieu qui plus est entrecoupé par les montagnes, car occupant les basses terres côtières et le fond des vallées. C'est une forêt mixte, très diversifiée, dont la composition peut varier considérablement d'un secteur à l'autre du parc. Les arbres représentatifs de la forêt du parc sont l'érable à sucre (Acer saccharum), le bouleau jaune (Betula alleghaniensis), le hêtre à grandes feuilles (Fagus grandifolia), le sapin baumier (Abies balsamea) et la pruche du Canada (Tsuga canadensis). Plusieurs feuillus comme le hêtre à grandes feuilles, l'orme d'Amérique (Ulmus americana) et l'érable à sucre sont à leurs limites nord de leur aires de répartition. Les sous-bois sont peuplés d'onoclée sensible (Onoclea sensibilis), d'érable de Pennsylvanie (Acer pensylvanicum), de petit thé (Gaultheria hispidula), l'épigée rampante (Epigaea repens), le streptope rose (Streptopus lanceolatus), le dicentre à capuchon (Dicentra cucullaria) et la dentaire (Cardamine sp.). On retrouve aussi dans cette forêt la seule espèce végétale en péril, le noyer cendré (Juglans cinerea).
Plus de 20 % de la forêt boréale de l'île est comprise dans le parc, un milieu situé entre 330 et 400 mètres d'altitude, surtout dans le centre du plateau et sur les versants sud et ouest. Les arbres les plus fréquents sont le sapin baumier (Abies balsamea) et le bouleau à papier (Betula papyrifera) mais on retrouve aussi l'épinette blanche (Picea glauca) et l'épinette noire (Picea mariana). Les végétaux les plus courants du sous-bois sont la trientale boréale (Trientalis borealis), la clintonie boréale (Clintonia borealis), le quatre-temps (Cornus canadensis), la maïanthème du Canada (Maianthemum canadense), la linnée boréale (Linnaea borealis) et la sphaigne (Sphagnum sp.) sont courants dans le tapis forestier.
Le parc comprend les trois-quarts de la taïga de l'île, un milieu situé à plus de 400 mètres d'altitude, caractérisé par des halliers, des landes rocailleuses et de grandes tourbières humides. Selon une théorie, la forêt boréale couvrait autrefois tout le plateau, mais à la suite d'un feu de forêt vers la fin du XVIIIe siècle ou plus tôt, le sapin baumier n'aurait pas pu repousser à cause du climat et du sol pauvre. La végétation actuelle, plus adaptée à ce milieu, serait alors apparue. L'arbre le plus fréquent est l'épinette noire, certains sont âgés de 150 ans tout en ne dépassant pas un mètre de haut. Les arbres sont déformés à cause du verglas, de la poudrerie (chasse-neige élevé), du sol mince, des températures extrêmes et de la courte période de croissance. Certains arbres forment même des krummholz, c'est-à-dire qu'ils poussent uniquement au niveau du sol. Les végétaux les plus courants des landes sont le bleuet à feuilles étroites (Vaccinium angustifolium), la kalmia à feuilles étroites (Kalmia angustifolia) et le lichen à caribou (Cladonia rangiferina). Les tourbières sont peuplées par la shaigne, la linaigrette (Eriophorum sp.), les joncs, les orchidées, l'airelle, le thé du Labrador (Rhododendron groenlandicum) et quelques plantes carnivores comme la sarracénie pourpre (Sarracenia purpurea) et le droséra (Drosera).

## Histoire

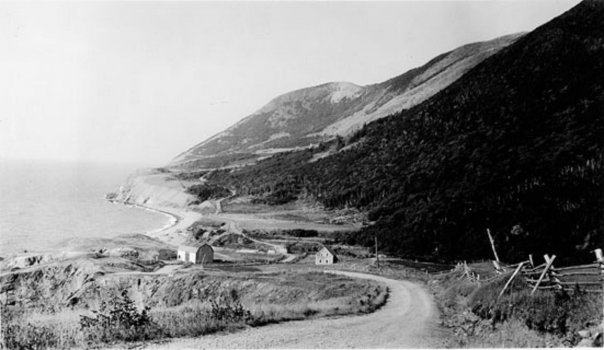
Cap-Rouge avant son expropriation

### Préhistoire
Les paléoaméricains exploitent une carrière à Ingonish entre le VIIIe et le VIIe millénaire av. J.-C.. Ils chassaient les grands mammifères. Le territoire a été occupé entre il y a 9 000 à 2 500 ans par les Paléoesquimaux (ou Paléo-Eskimos) qui chassaient et pêchaient sur les rives de l'île du Cap-Breton. Ils ont cependant laissé peu de vestige à la suite de l'élévation du niveau de la mer. Les Micmacs sont arrivés sur l'île vers le Ve siècle av. J.-C. où il chassaient et se regroupaient.

### Colonisation
Jean Cabot visite vraisemblablement les environs en 1497. Les Portugais s'installent à Ingonish (Niganiche) pour la pêche en 1500; les Micmacs collaborent vraisemblablement pour la chasse à la baleine. Les Français s'établissent dans la région vers 1600. Ces derniers établissent une colonie de pêcheurs à Niganiche en 1729, qui devient dix ans plus tard le second village le plus populeux de l'île après la forteresse de Louisbourg. Niganiche est cependant incendiée en 1745 par les Anglais lors de la première prise de Louisbourg.
La déportation des Acadiens débute en 1755 et certains rescapés se réfugient à Chéticamp, où ils vendent leur production agricole aux marchands jersiais. Des immigrants français grossissent la population de Chéticamp durant la Révolution française. Durant les années 1800, des Écossais et des Irlandais s'établissent dans les hautes terres; ils déménagent une vingtaine d'années plus tard à Pleasant Bay et dans la vallée de la Grande Anse, où ils pratiquent la pêche et l'agriculture. Quelques autres immigrants, notamment des Loyalistes, s'établissent le long de littoral à Aspy Bay et se joignent ensuite aux Écossais à Big Intervale. Ingonish est habité de façon permanente à partir de la même époque, par des Anglais, des Irlandais et des Néerlandais. Des pêcheurs anglais de Terre-Neuve s'établissent à Neil's Harbour durant les années 1860. Une mine d'or est ouverte en 1911 dans la vallée de la rivière Clyburn et exploitée durant quelques années.

### Création du parc

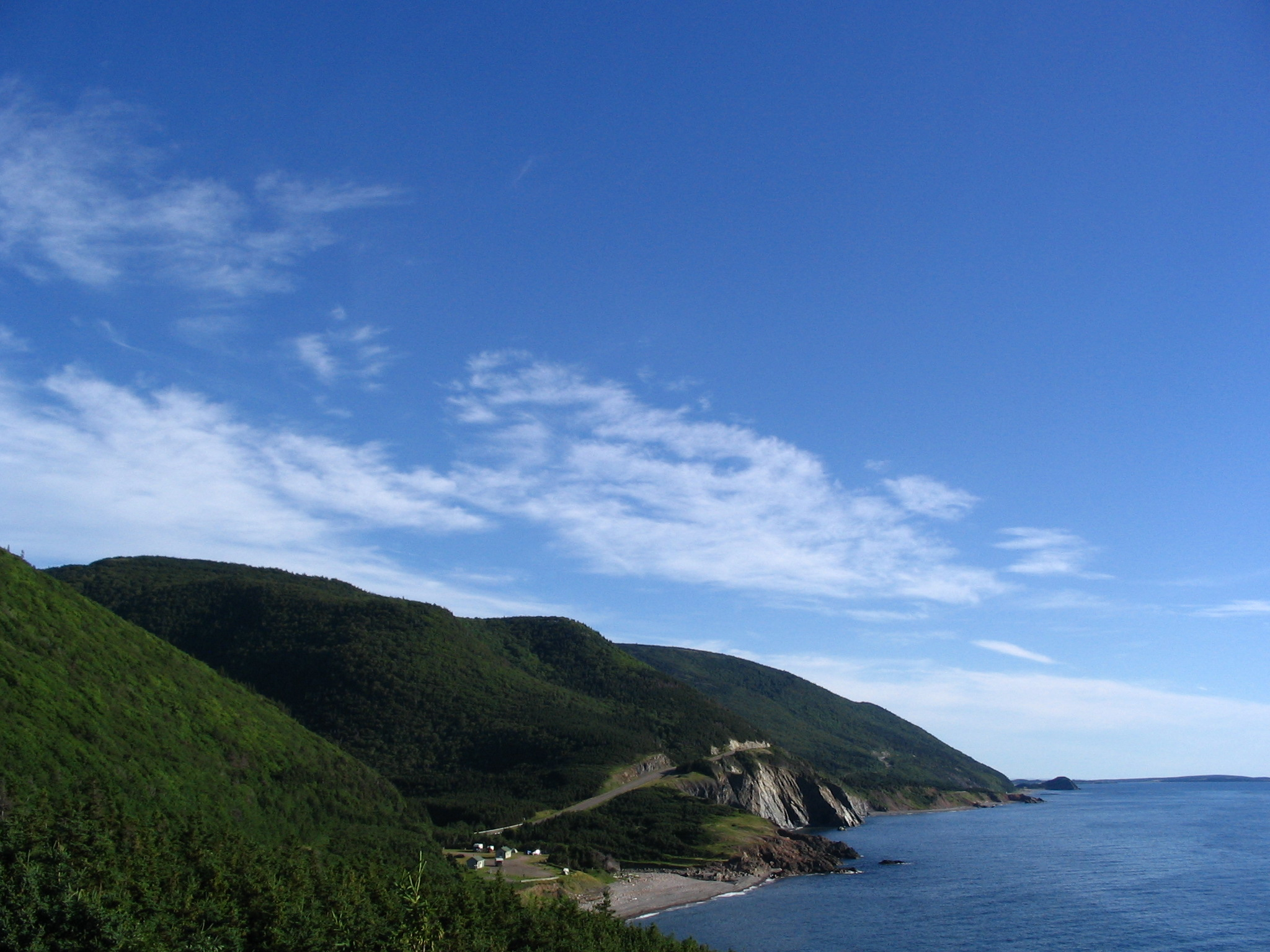
La piste Cabot près de Cap-Rouge

Au début du XXe siècle, les routes du nord du Cap-Breton sont de mauvaise qualité alors que l'exploitation minière se développe et que le tourisme est une activité florissante dans la province. En 1925, la Nouvelle-Écosse commence la construction de la piste Cabot pour désenclaver la péninsule nord de l'île. Cette dernière est terminée en 1932 et permet au tourisme d'aventure d'accéder à la région. Les travaux aident la population locale, fortement touchée par la Grande Dépression. La route est cependant réputée être aussi dramatique que le paysage lui-même.
À la fin de l'année 1934, le commissaire de la division des parcs nationaux, James Harkin envoie un ingénieur civil, R.W. Cautley, investir la Nouvelle-Écosse dans le but de déterminer un site potentiel pour un parc national avec comme critères son accessibilité, son potentiel de développement, son opportunité de conserver la faune et finalement, le plus important, qu'il soit le meilleur exemple du caractère et de la beauté de la province. Bien que le gouvernement provincial fait la promotion de ce site depuis plusieurs années, Cautley n'est pas particulièrement emballé par les rapports et les photos qu'il voit sur la région et visite deux autres sites potentiels. La visite du site le convainc pourtant qu'il s'agit du meilleur endroit pour établir un parc national dans cette province. Il suggère aussi d'ajouter une annexe à ce parc dans la région du lac Bras d'Or pour faire du futur parc l'attraction touristique de la province. L'élection du gouvernement de William Lyon Mackenzie King en 1935 et surtout la fusion du ministère de l'Intérieur avec d'autres ministères pour devenir le ministère des Mines et des Ressources retardent pourtant le projet. Le nouveau ministre, Thomas Crerar, est cependant emballé par l'idée de « nationaliser » le réseau des parcs nationaux canadiens. La loi créant le parc national des Hautes-Terres-du-Cap-Breton entre en vigueur le 23 juin 1936 mais sans l'annexe du lac.
Dans ses plans initiaux du parc, Cautley prévoyait d'éviter les villages de la côte est, qui comprenait plusieurs fermes bien développées, et d'exproprier les villages de la côte ouest peuplés en majorité de pêcheurs. Quant au village de Pleasant Bay, il était prévu qu'il devienne un lotissement urbain sur le modèle des parcs nationaux de l'Ouest. Cependant, le nouveau surintendant, James Smart, qui avait travaillé à l'établissement du parc national du Mont-Riding, convainc ses supérieurs d'éviter d'incorporer Pleasant Bay, vu les problèmes de dépendance économique par rapport au parc qu'une telle situation crée chez les villageois. Il remarque aussi une propriété appartenant à Julia Corson, la veuve d'un millionnaire américain, et suggère de l'inclure au parc pour en faire un hôtel avec un terrain de golf dans le but de remplacer le site du lac Bras d'Or.
Contrairement aux autres parcs nationaux précédents qui avaient été créés à partir de terres fédérales, le futur parc comporte à la fois des terres de la Couronne et des terrains privés. La division de parcs nationaux s'inspire, pour l'acquisition des terres, de la méthode utilisée par le National Park Service américain pour la création du parc national d'Acadia. C'est-à-dire qu'une fois que la division a déterminé le meilleur site pour l'établissement d'un parc, c'est à la province qu'incombe de rendre le territoire disponible par expropriation ou par achat des terres visées.
L'expropriation est exécutée par le ministère des Routes de la Nouvelle-Écosse. La province s'entend sur une indemnité de 6 $ CA l'acre (environ 2,4 $ CA par ha) pour un lot forestier et de 20 à 100 $ CA par acre (8 à 40 $ CA par ha) pour un lot agricole; le prix est considéré supérieur au marché local. Lorsque la population de Cap-Rouge, le plus gros hameau visé par l'expropriation, a vent de expropriation, plusieurs réunions sont organisées, mais il y a peu de résistance, certains craignant d'avoir des problèmes avec les gouvernements. Certaines personnes y voient un affront contre les Acadiens, mais d'autres une bénédiction, car ils n'auront plus à parcourir les 10 km qui les séparent de Chéticamp. L'une des plus grandes résistances personnelle est celle de Julia Corson, qui refuse le montant initial de 125 000 $ CA pour l'expropriation de son domaine. Fatiguée par sa lutte, elle accepte finalement un montant inférieur à l'offre initiale. Le plus grand gagnant est la forestière du Maine Oxford Paper Company, qui réclame initialement 2,3 million de $ CA pour la perte de sa concession forestière de 70 800 ha mais qui reçoit, après un procès de six semaines, 520 000 $ CA comme dédommagement, pour un lot jugé improductif loué pour 6 000 $ CA par année, soit le double que pour les quelque 300 autres propriétés expropriées.

### Développement du parc

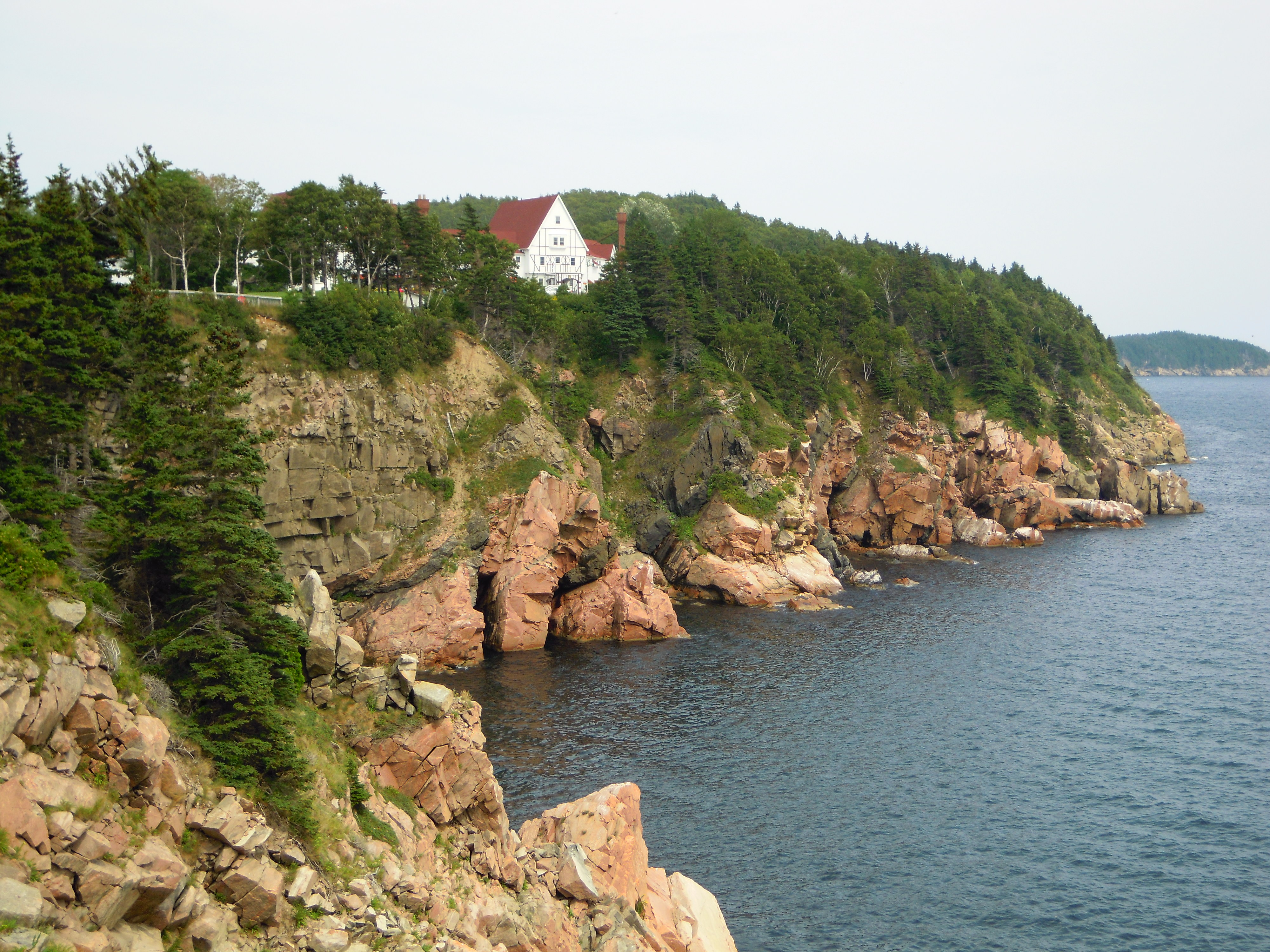
Côte atlantique près de l'hôtel Keltic Lodge

L'une des premières priorités à la suite du transfert des terres au gouvernement fédéral est la reconstruction de la piste Cabot, considérée trop dangereuse en particulier entre Chéticamp et Pleasant Bay. Ces travaux, qui constituent la seule dépense véritable de la division des parcs nationaux entre 1937 et 1938, font l'objet de critiques de l'opposition officielle, qui considère ce parc comme un prétexte à la construction routière. Ce n'est qu'en 1939 que le fédéral prend possession du secteur d'Ingonish et commence le développement de ce dernier. Le terrain de golf Highlands Links est développé par Stanley Thompson, le même ingénieur qui a construit ceux de Banff et de Jasper. Ce dernier établit un projet ambitieux d'un golf de 18 trous au coût de 500 000 $ CA, soit le plus cher jamais construit. Pour ce qui est du manoir Corson, la division des parcs nationaux avait l'habitude de faire affaire avec des compagnies ferroviaires pour la construction et la gestion de ses hôtels. Le début de la Seconde Guerre mondiale en 1939 rend cependant ces dernières très frileuses face aux risques financiers. En 1940, le gouvernement de la Nouvelle-Écosse, inquiet d'avoir une autre année sans hébergement digne de ce nom dans le parc, suggère au gouvernement fédéral de lui rétrocéder manoir Corson pour qu'il puisse en faire un hôtel. La division des parcs lui réplique que la province peut louer le terrain pour les mêmes fins. La province rénove la résidence en 1940 et nomme le nouvel hôtel « Keltic Lodge ».
La piste Cabot est complétée en 1947 et l'hôtel est reconstruit en 1951. L'ouverture du parc occasionne un afflux important de touristes et entraîne la fondation de plusieurs commerces. La piste Cabot est pavée en 1957. Ce parc a aussi connu durant ses années une explosion de l'utilisation de ses terrains de camping qui ont passé de 183 campeurs en 1952 à 30 000 dix ans plus tard. La fréquentation du parc connu une courbe semblable durant les années 1950 en augmentant de 1 120 %.
En 1947, le feu ravage 28 km2 de forêt sur le mont MacKenzie. L'orignal, qui avait disparu à la suite de la surchasse au tournant du XXe siècle, est réintroduit dans le parc entre 1947 et 1948; une tentative similaire est faite avec le caribou en 1968, sans succès. En 1957, la province fait des pressions dans le but d’acquérir la région du lac Chéticamp dans le but de détourner une partie de la rivière de la Prairie vers la future centrale de Wreck Cove. Cette demande est acceptée par Parcs Canada, qui échange environ 25 km2 contre 2 ha pour agrandir le lieu historique national de Port-Royal. La centrale de Wreck Cove, constituée de neuf barrages hydroélectriques, est construite durant les années 1970, doublant ainsi la capacité de production électrique de la province; elle a réduit fortement le débit de la rivière de la Prairie, fréquentée par les saumons,.
Le bureau d'examen des édifices fédéraux du patrimoine a reconnu entre 1989 et 1994 quatre édifices fédéraux du patrimoine, soit le Lone Sheiling, la résidence du directeur du parc, le bureau de l’administration et le bureau de renseignements.

## Tourisme et administration
Le parc est administré à partir d'Ingonish Beach par Parcs Canada, une agence du ministère de l'Environnement du Canada. Pour l'année financière 2011-2012, l'agence dispose d'un budget de 696 millions de dollars pour gérer 42 parcs nationaux, 956 lieux historiques nationaux — dont 167 gérés directement par l'agence — et quatre aires marines nationales de conservation.

## Fréquentation
Le parc a reçu au cours de l'année 2010–2011 193 000 visiteurs, ce qui en fait le parc national le plus visité de la province loin devant Kejimkujik. Il est cependant beaucoup moins fréquenté que la citadelle d'Halifax, un lieu historique national, qui est visité par plus de 500 000 personnes par année. Les visiteurs du parc proviennent à 24 % de l'Ontario, à 17 % du Québec et à 33 % de l'Est des États-Unis. Il y a environ 75 % des visiteurs qui sont à leurs premières visites et la durée moyenne du séjour est de trois jours.

### Accessibilité

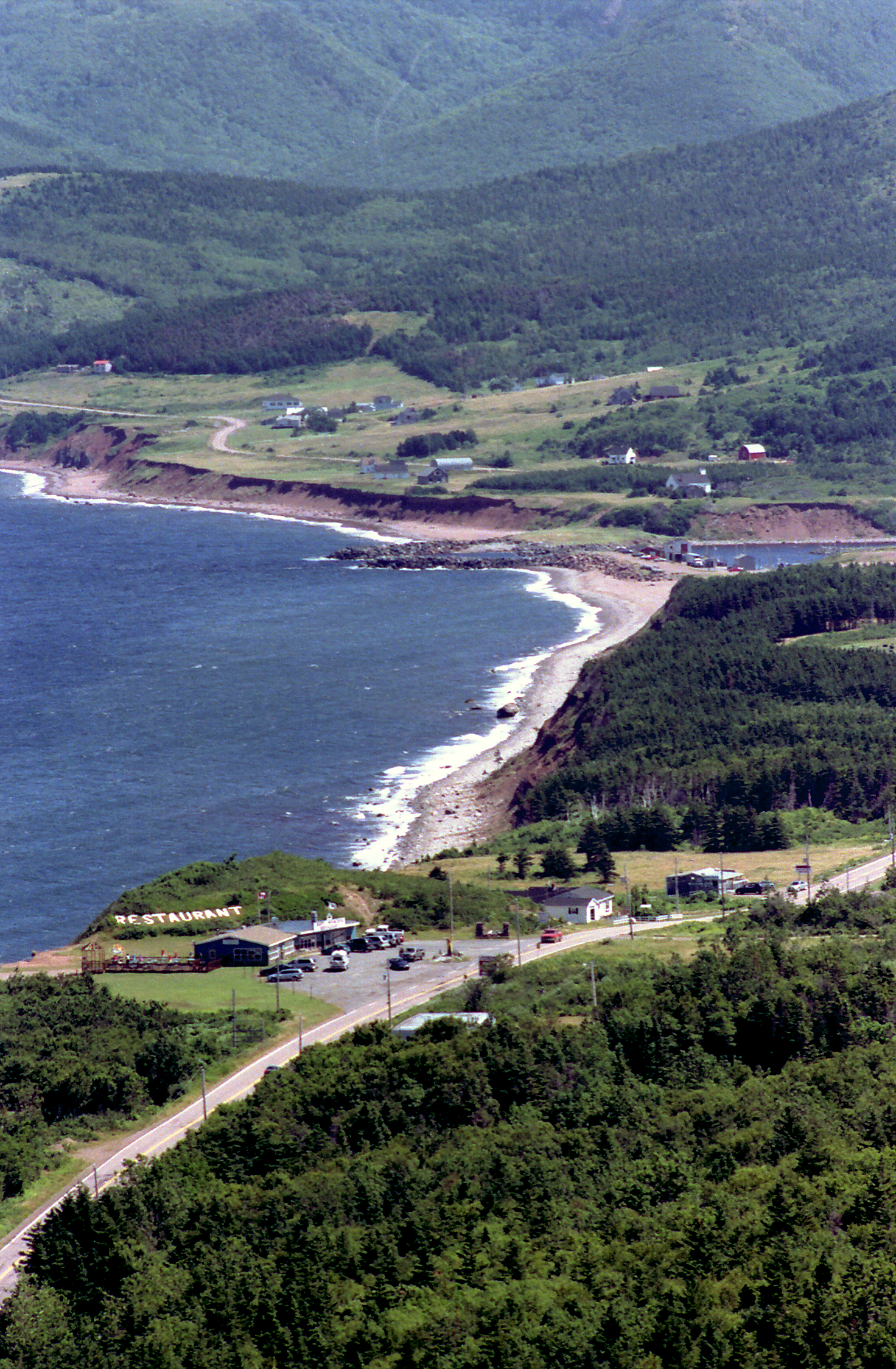
Le village de Pleasant Bay, le long de la piste Cabot au nord du parc

Le plus proche aéroport international est situé à Halifax, à environ 450 km. Le transport en commun se rend seulement jusqu'à Chéticamp. La Piste Cabot (Cabot Trail en anglais) est en fait le seul accès possible. C'est une route panoramique de 300 kilomètres de long, dont un tiers est situé dans le parc, formant une boucle. Les piétons, les cyclistes et les motocyclistes sont autorisés dans le parc. Le parc dispose d'une entrée à Chéticamp, à l'ouest et une autre à la plage d'Ingonish, à l'est. Une route panoramique alternative, parallèle à la Piste, se trouve au nord du parc. Le village d'Ingonish forme une enclave à l'est du parc, alors que plusieurs villages au nord, dont Dingwall (en), ne sont pas compris dans ses limites. Pour cette raison, les résidents possèdent un permis alors que tous les visiteurs doivent payer l'accès à la route.

### Infrastructures

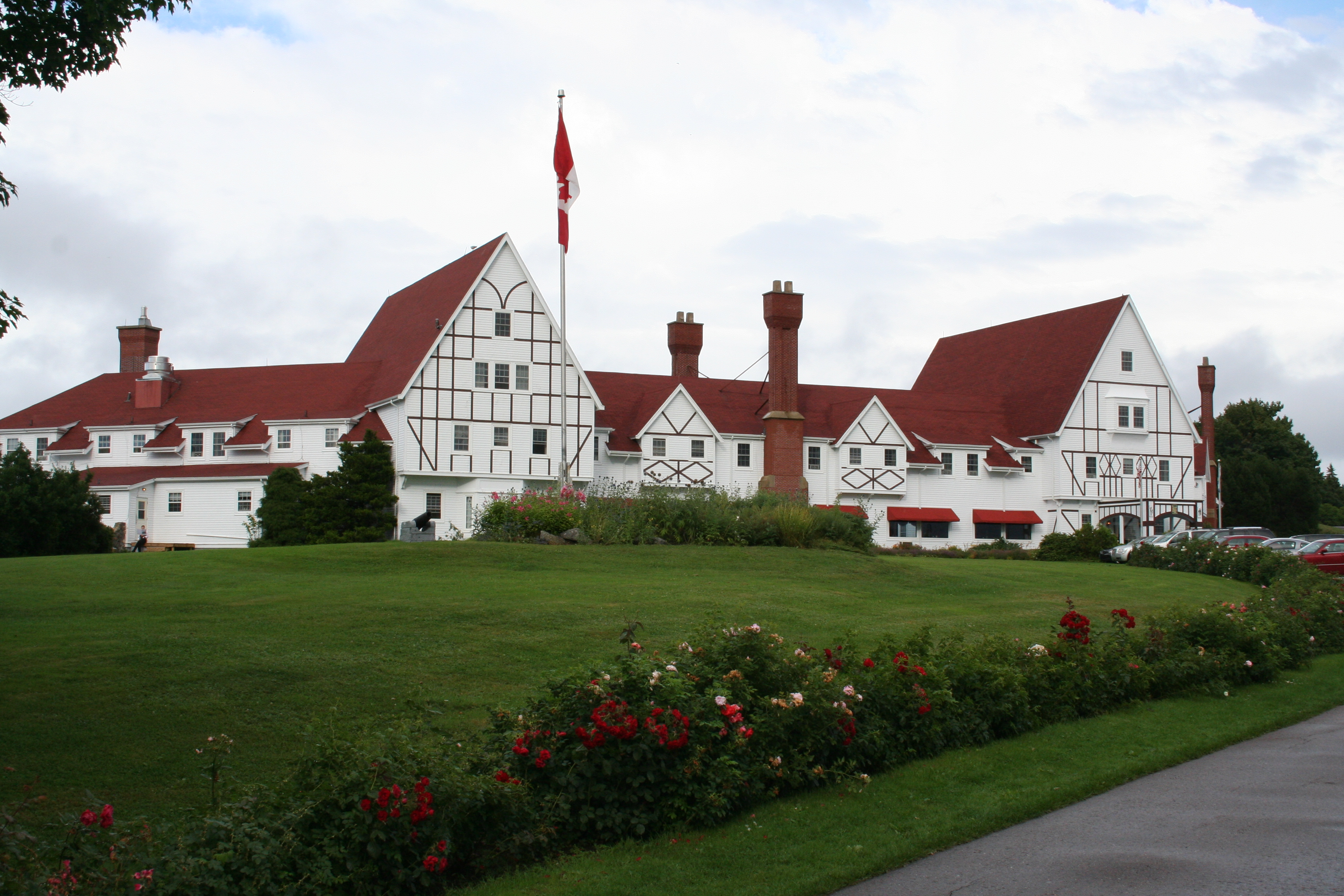
Le Keltic Lodge

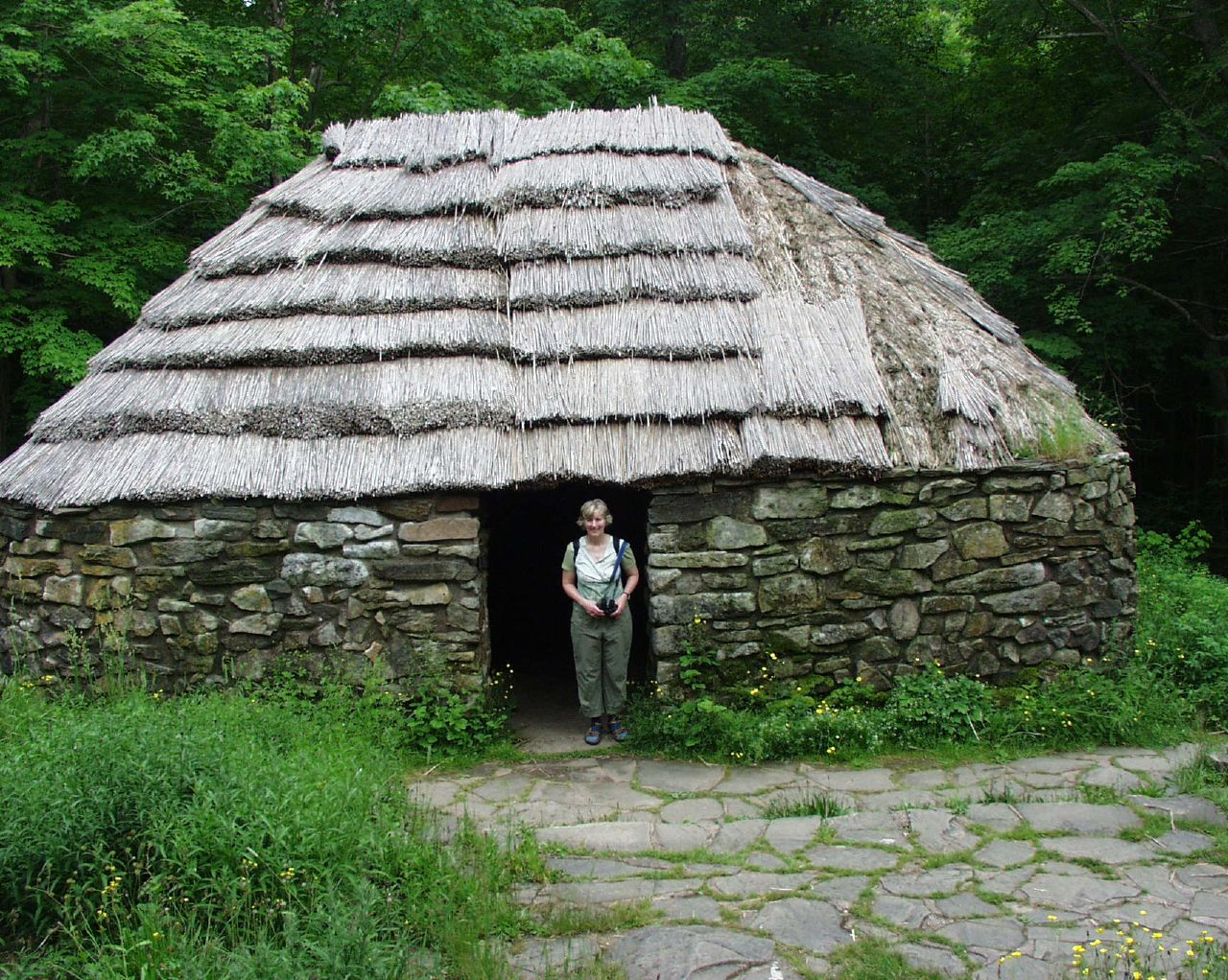
Le Lone shieling

Des services complets sont disponibles à tous les 30 kilomètres en moyenne. L'hébergement est possible dans le parc dans le Keltic Lodge d'Ingonish et de nombreux hôtels sont présents dans les localités voisines. Le parc dispose également de 6 terrains de camping en avant-pays, les principaux étant ceux de Broad Cove (256 places), près d'Ingonish, et de Chéticamp (162 places). Il y a un seul terrain de camping sauvage, celui de Fishing Cove, qui nécessite un permis de séjour. Il y a aussi le camping collectif de Robert's Brook, près de celui de Chéticamp. La baignade est possible dans 5 plages; celle d'Ingonish Beach possède à la fois de l'eau douce et de l'eau salée. La pêche sportive, fortement réglementée, est permise à certains endroits, moyennant des droits. La chasse est interdite à l'intérieur du parc et fortement réglementée en périphérie. Highland Links est un terrain de golf de 18 trous situé près du Keltic Lodge, considéré comme le meilleur du Canada et le 79e au monde. Il y a aussi un terrain de golf à Chéticamp.
Le parc compte 25 sentiers de durée et de difficulté variables. Quatre sont accessibles aux vélos et deux aux personnes handicapées. La plupart sont directement accessibles par la Piste Cabot alors que des chemins de terre permettent d'accéder en automobile aux autres sentiers, ainsi qu'à la chute Beulach Ban (15 mètres de haut), à la chute Mary Anne et au lac Warren. Parmi les sentiers faciles, La tourbière (600 m) consiste en un trottoir de bois bâti sur pilotis au-dessus des terres humides tandis que le Lone Shieling (800 m) permet d'observer des érables à sucre âgés de 350 ans ainsi qu'une réplique d'une hutte de fermier écossais. La Vallée de la Clyburn (8,5 km) longe la rivière du même nom et aboutit à une ancienne mine d'or alors que le Chemin du Buttereau (5 km) permet de voir des ruines de maisons acadiennes. Le Skyline (8,7 km), l'un des plus populaires, offre une vue plongeante sur le golfe et permet d'observer de nombreux animaux.
Des pistes de ski de fond ou de ski alpin sont aménagées l'hiver. La glissade est alors possible sur le terrain de golf. Des théâtres d'été sont en fonction à Chéticamp et Broad Cove, où sont présentés des programmes d'interprétation du parc.

### Environs
Le parc n'est bien souvent qu'une étape parmi d'autres pour les touristes. Les environs du parc sont visités autant pour ses paysages que pour sa culture variée. Un sentier près de Pollets Cove permet de voir les ruines d'anciens villages de pêcheurs. À Cape North, au nord du parc, une route secondaire se dirige vers le nord. Le parc provincial Cabot's Landing compte une plage et un lieu historique national commémorant l'arrivée de Jean Cabot. À Meat Cove, un sentier permet d'observer d'anciens villages de pêcheurs alors qu'à Bay St. Lawrence, le sentier Money Point permet d'observer des chevaux en liberté, l'île Saint-Paul et des épaves de bateaux. Le North Island Community Museum, à Cape North, est destiné à l'histoire et à la généalogie de la région. Une autre boucle secondaire, au nord-ouest du parc, passe par New Haven, un village de pêcheur où des expéditions en mer sont possibles. Le parc provincial de Cape Smokey, près d'Ingonish à l'entrée est du parc, compte un sentier de 11 km surplombant l'océan Atlantique à plus de 200 mètres d'altitude. De nombreux autres parcs et musées se trouvent ailleurs dans l'île, comme la forteresse de Louisbourg. La culture acadienne est concentrée dans les environs de Chéticamp, à l'entrée ouest du parc, où l'on retrouve entre autres l'église Saint-Pierre, l'une des rares célébrations de la Mi-Carême au pays et trois musées sur l'histoire de ce village de pêcheurs et de sa production de tapis houqués. La culture écossaise se concentre au nord du parc, dans certaines enclaves, ainsi que dans le reste du plateau. Près du parc se trouvent le Gaelic College of Celtic Arts and Crafts, des céilidhs et une distillerie de whisky. L'île a aussi une culture canadienne anglaise et micmaque.